# Susana Barreiros
Susana Virginia Barreiros Rodríguez (11 de julio de 1981) es una jueza venezolana que estuvo encargada del caso del dirigente opositor Leopoldo López. Fue designada como defensora pública de Venezuela en 2015 hasta su renuncia en enero de 2019, cuando fue sustituida por Carmen Marisela Castro Gilly. No tenía titularidad del cargo y lo ocupaba de forma provisional.

## Carrera
Ingresó el 1 de marzo de 2003 a la nómina del Poder Judicial. El 12 de agosto de 2010 la Comisión Judicial la designó como sustituta de la jueza María Lourdes Afiuni, apresada tras dictar una sentencia independiente a favor de Eligio Cedeño. Así, quedó al frente del juzgado de Primera Instancia del Circuito Judicial Penal del Área Metropolitana de Caracas. En 2012 el Tribunal Supremo de Justicia la nombra, junto con el abogado Alí Fabricio Paredes, como jueza antiterrorista. Su compañero, sin embargo, fue destituido tras ser acusado de favorecer al narcotraficante Walid Makled. El 6 de mayo de 2015 se tituló magíster en derecho penal en la Universidad Santa María, de acuerdo a los registros de egresados de esa casa de estudio.
El 10 de julio de 2015 fue incluida como jueza suplente para cubrir las faltas de los jueces con motivo de permisos de reposos, vacaciones, inhibiciones y recusaciones de la Corte de Apelaciones del Circuito Judicial Penal de la Circunscripción Judicial del Área Metropolitana de Caracas.
Barreiros se encargó de varios casos vinculados a instituciones bancarias: en enero de 2014 condenó a José Nicolás Tovar Jiménez, Ramón Heraldo Paredes y Alejandro Néstor Tineo Salas tras descubrir notas falsificadas del desaparecido Banco de Desarrollo Agropecuario (Bandagro). Tuvo los expedientes de los casos de Ricardo Fernández Barrueco y Arné Chacón, hermano del exministro Jesse Chacón, ambos involucrados en la crisis bancaria de 2009. A Chacón le concedió la libertad.

## Sanciones
Canadá sancionó a 40 funcionarios venezolanos, incluyendo a Barreiros, en septiembre de 2017. Las sanciones fueron por conductas que socavaron la democracia después de que al menos 125 personas fueran asesinadas en las protestas venezolanas de 2017 y "en respuesta a la profundización de la dictadura del gobierno de Venezuela". Chrystia Freeland, Ministra de Relaciones Exteriores, dijo: "Canadá no se quedará de brazos cruzados mientras el gobierno de Venezuela le roba a su pueblo sus derechos democráticos fundamentales". A los canadienses se les prohibió realizar transacciones con estos 40 individuos, cuyos activos canadienses fueron congelados.